# Après moi le déluge
Pour les articles homonymes, voir Après moi le déluge (homonymie).
Pour plus de détails, voir Fiche technique et Distribution.
Après moi le déluge (I’m All Right Jack) est un film britannique réalisé par John Boulting, sorti en 1959.

## Synopsis
Le naïf Stanley Windrush revient de la guerre avec une seule ambition : réussir dans les affaires. Cependant, à sa grande consternation, il s'aperçoit bien vite qu'il lui faut démarrer au bas de l'échelle et gravir les échelons un par un pour arriver à ses fins, et qu'aussi bien la direction que les syndicats se servent de lui dans leur lutte pour le pouvoir.

## Fiche technique
- Titre : Après moi le déluge
- Titre original : I’m All Right Jack
- Réalisation : John Boulting
- Scénario : John Boulting, Frank Harvey et Alan Hackney, d'après la pièce de ce dernier : Private Life
- Images : Max Greene
- Musique : Ken Hare
- Production : Roy Boulting, pour Charter Film Productions
- Montage : Anthony Harvey
- Décors : William C. Andrews
- Pays d'origine : Royaume-Uni
- Langue : anglais
- Format : Noir et Blanc – 1,66:1 - Mono
- Genre cinématographique : Comédie
- Durée : 105 minutes
- Date de sortie :
  - 18 août 1959  Royaume-Uni (Londres)
  - mars 1960  France (Paris)
  - 25 avril 1960  États-Unis  (New York)

## Distribution
- Ian Carmichael : Stanley Windrush
- Terry-Thomas : Major Hitchcock
- Peter Sellers : Fred Kite / Sir John Kennaway
- Richard Attenborough : Sidney De Vere Cox
- Dennis Price : Bertram Tracepurcel
- Margaret Rutherford : tante Dolly
- Irene Handl : Mme Kite
- Liz Fraser : Cynthia Kite
- Miles Malleson : Windrush Sr.
- Marne Maitland : M. Mohammed
- John Le Mesurier : Waters
- Victor Maddern : Knowles
- Donal Donnelly : Perce Carter